# 小花野古草
小花野古草（学名：Arundinella parviflora）为禾本科野古草属的植物。其种加词“parviflora”意为“小花的”。中国特有植物。分布于中国大陆的云南西部（潞西、畹町）等地，生长于海拔1,100米的地区，多生于山坡草丛中，目前尚未由人工引种栽培。